# Magyarlukafa
Magyarlukafa is een plaats (község) en gemeente in het Hongaarse comitaat Baranya. Magyarlukafa telt 99 inwoners (2001).